# Sebt Ait Rahou
Sebt Ait Rahou (en àrab سبت آيت رحو, Sabt Āyt Raḥḥū; en amazic ⵙⴱⵜ ⴰⵢⵜ ⵕⵃⵃⵓ) és una comuna rural de la província de Khénifra, a la regió de Béni Mellal-Khénifra, al Marroc. Segons el cens de 2014 tenia una població total de 9.245 persones.